# ماتياس كلاوديوس
ماتياس كلاوديوس (بالألمانية: Matthias Claudius)، هو شاعر ألماني. ولد في عام 1740 في راينفلد، وتوفي في عام 1815 في هامبورغ. كان ماتياس كلاوديوس ابناً لأحد القساوسة ودرس الحقوق وعلوم الدين في يينا في الفترة الممتدة من 1759 إلى 1763. وفي عام 1768 أصبح محرراً لجريدة (هامبورغيشه نويه تسايتونغ)، وفي الفترة من 1771 حتى 1775 أصدر صحيفة فاندبيكر بوته (Wandsbecker Bothe) وهي أول صحيفة ألمانية شعبية تحوي المقلات السياسية والعلمية والأدبية. وفي عام 1774 أصدر كلاوديوس أولى قصائده. وكان يكتب تحت اسم مستعار هو «أزموز» أو حتى تحت اسم فاندبيكر بوته (Wandsbecker Bothe) وقد أعطى مجموعته الشعرية الاسم نفسه.

## أعماله
- أعمال مختلفة لفاندبيكر بوته «Sämtliche Werke des Wandsbecker Bothe»

## روابط خارجية
- ماتياس كلاوديوس على موقع الموسوعة البريطانية (الإنجليزية)
- ماتياس كلاوديوس على موقع ميوزك برينز (الإنجليزية)
- ماتياس كلاوديوس على موقع ديسكوغز (الإنجليزية)